# Sabal maritima
Sabal maritima är en enhjärtbladig växtart som först beskrevs av Carl Sigismund Kunth, och fick sitt nu gällande namn av Karl Ewald Maximilian Burret. Sabal maritima ingår i släktet Sabal och familjen Arecaceae. Inga underarter finns listade i Catalogue of Life.